# Настула, Павел
Павел Настула (пол. Paweł Marcin Nastula, 26 июня 1970, Варшава, Польша) — польский спортсмен: дзюдоист, боец смешанных боевых искусств (смешанных единоборств).
В дзюдо — чемпион Олимпийских игр, неоднократный чемпион мира и Европы.

## Спортивная карьера

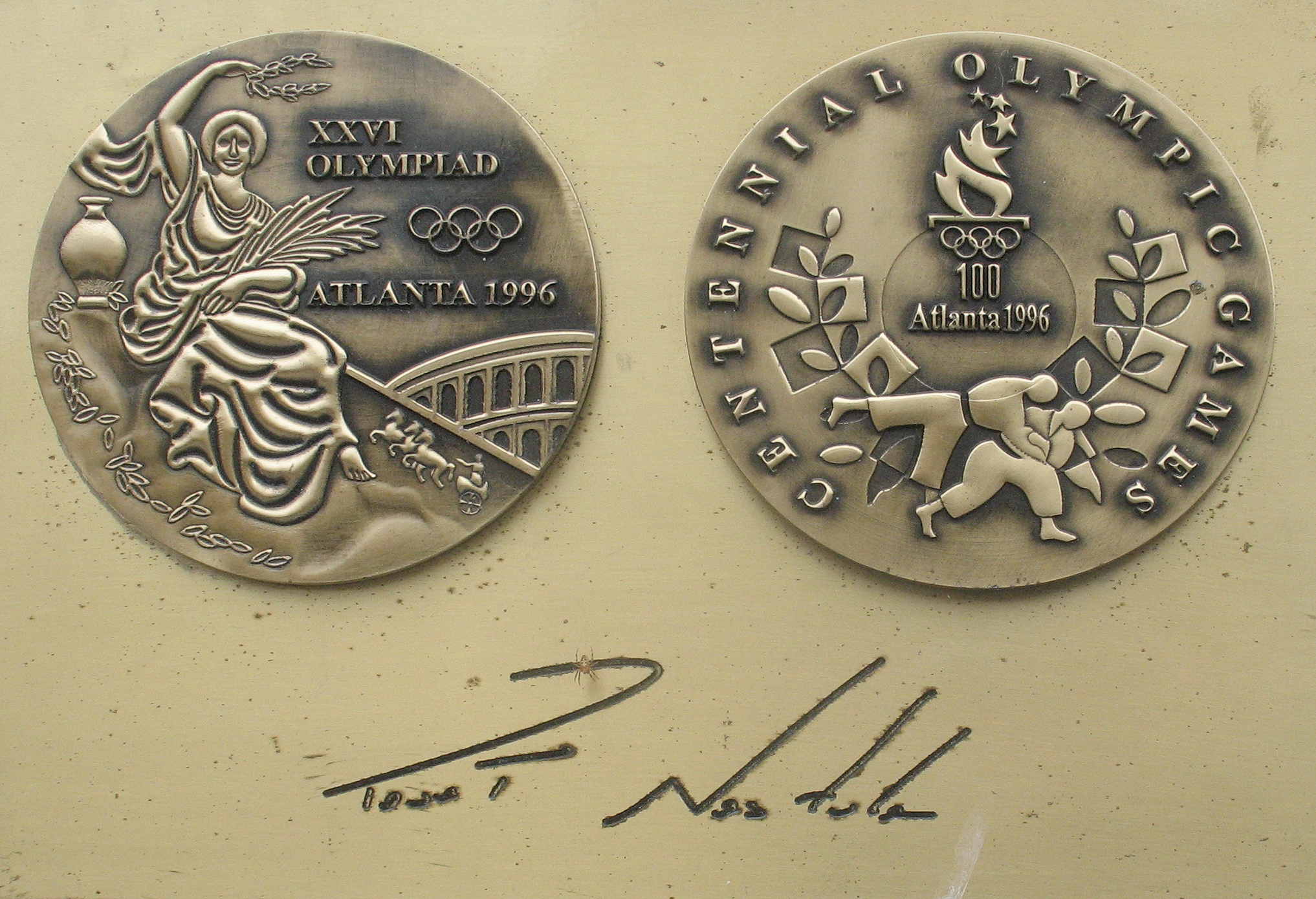
Олимпийская медаль и автограф Павла Настулы

### Дзюдо
Начал заниматься дзюдо в возрасте 10 лет. На международном уровне выступал с 1989 года. В период с февраля 1994 года по март 1998 года, борясь в полутяжёлом весе (до 95 кг), выиграл все свои поединки, одержав подряд 312 побед. За этот период стал неоднократным чемпионом Европы (1994, 1995, 1996), мира (1995, 1997) и чемпионом Олимпийских игр (1996).
В 1995 и 1997 годах по версии читателей популярного спортивного журнала «Przeglądu Sportowego» выбирался в качестве лучшего спортсмена года в Польше.
За выдающиеся достижения был награждён Кавалерским (рыцарским) крестом Ордена Возрождения Польши.
Выступал на 3-х Олимпиадах: в Барселоне 1992, Атланте 1996 и Сиднее 2000.
В 2004 году закончил спортивную карьеру в дзюдо.

### Смешанные единоборства
С 2005 года начал принимать участие в соревнованиях по смешанным единоборствам. В период 2005—2006 годов выступал в чемпионате Pride. В конце 2006 года покинул чемпионат после ряда проигрышей и скандала, связанного с использованием им допинга.
После перерыва с 2008 года возобновил карьеру бойца. Чаще всего выступал в польской организации ММА — «KSW».

## Статистика в смешанных единоборствах
| Боёв 11  | Побед 5 | Поражений 6 |
| -------- | ------- | ----------- |
| Нокаутом | 3       | 3           |
| Сдачей   | 2       | 2           |
| Решением | 0       | 1           |

| Результат | Рекорд | Соперник                | Способ                                                       | Турнир                            | Дата             | Раунд | Время | Место           | Примечание            |
| --------- | ------ | ----------------------- | ------------------------------------------------------------ | --------------------------------- | ---------------- | ----- | ----- | --------------- | --------------------- |
| Поражение | 5-6    | Мариуш Пудзяновский     | Единогласное решение судей                                   | KSW 29                            | 24 декабря 2014  | 3     | 3:00  | Краков, Польша  |                       |
| Поражение | 5-5    | Кароль Бедорф           | Технический нокаут (отказ)                                   | KSW 24                            | 28 сентября 2013 | 2     | 2:25  | Лодзь, Польша   |                       |
| Победа    | 5-4    | Кевин Эспланд           | Сдача (болевой прием на руку)                                | KSW 22                            | 16 марта 2013    | 1     | 2:33  | Варшава, Польша |                       |
| Победа    | 4-4    | Джимми Амбрис           | Технический нокаут (травма)                                  | STC: Bydgoszcz vs. Torun          | 1 октября 2011   | 1     | 1:50  | Быдгощ, Польша  |                       |
| Победа    | 3-4    | Анджей Вронский         | Технический нокаут (удары кулаками)                          | Wieczór Mistrzów                  | 20 августа 2011  | 1     | 1:09  | Кошалин, Польша |                       |
| Победа    | 2-4    | Юсуке Масуда            | Технический нокаут (удары кулаками)                          | Fighters Arena Łódź               | 3 сентября 2010  | 1     | 0:26  | Лодзь, Польша   |                       |
| Поражение | 1-4    | Донджи Янг              | Технический нокаут (остановка боя ввиду истощения соперника) | Sengoku 4                         | 24 августа 2008  | 2     | 2:15  | Сайтама, Япония |                       |
| Поражение | 1-3    | Джош Барнетт            | Сдача (болевой приём на ногу)                                | Pride 32                          | 21 октября 2006  | 2     | 3:04  | Лас-Вегас, США  | Провалил допинг-тест. |
| Победа    | 1-2    | Эдсон Клаас Виейра      | Сдача (рычаг локтя)                                          | Pride Critical Countdown Absolute | 1 июля 2006      | 1     | 4:33  | Сайтама, Япония |                       |
| Поражение | 0-2    | Александр Емельяненко   | Сдача (удушение руками)                                      | Pride Shockwave 2005              | 31 декабря 2005  | 1     | 8:45  | Сайтама, Япония |                       |
| Поражение | 0-1    | Антониу Родригу Ногейра | Технический нокаут (удары кулаками)                          | Pride Critical Countdown 2005     | 26 июня 2005     | 1     | 8:38  | Сайтама, Япония |                       |

## Видео
- Олимпийские игры 1996, дзюдо, до 95 кг, финал: Павел Настула (Польша) — Ким Мин Су (Республика Корея)